# Гостиный двор (Пушкин)
Гости́ный двор — историческое здание в Пушкине. Построен в 1863—1866 гг. Объект культурного наследия федерального значения. Расположен на Московской улице, дом 25, замыкая с южной стороны Соборную площадь.

## История
Гостиный двор в Царском Селе образован в 1818 году, когда по приказу Я. В. Захаржевского были перенесены на нынешнее место лавки от Знаменской церкви, а также Константиновская ярмарка из Софии. Под его размещение по плану Царского Села В. И. Гесте был отведён большой участок от Леонтьевской до Оранжерейной улицы. Деревянное одноэтажное здание Гостиного двора в 1825 году возвёл В. П. Стасов, в проектировании участвовал В. И. Гесте. В 1843—1844 гг. построены каменные Мясные ряды во дворе комплекса, архитектором был Н. С. Никитин. В 1862 году большая часть деревянного комплекса была уничтожена пожаром. Вначале предлагалось восстановить только сгоревшую часть, проект подготовил А. Ф. Видов. Однако в результате было принято решение отстроить каменное здание, это было поручено тому же Н. С. Никитину. Здание было открыто для торговли в 1866 году. В 1898 году по проекту архитектора А. Р. Баха для увеличения жёсткости фундамента и предотвращения деформации из-за перепада рельефа была сооружена каменная терраса. В 1911—1912 гг. тем же А. Р. Бахом во дворе был построен из бетона ледник-пакгауз. Комплекс Гостиного двора продолжает использоваться для торговли и в настоящее время, с дворовой стороны расположен Царскосельский рынок.

## Архитектура
Все фасады основного одноэтажного здания комплекса окружает арочная галерея. В центральной части здания, на оси Соборной площади, расположена проездная арка-портал. Очертания арок галерей на разных фасадах разнообразны. Углы и проездные арки здания оформляют павильоны с аттиковыми мезонинами и пучками спаренных колонн тосканского ордера. Декор здания сложен, что приближает его к стилю барокко. Над скатом крыши расположено множество мансардных окон.
Здание Мясных рядов имеет полуциркульную форму. Оно ориентировано по главной оси комплекса. Оформлено в стиле позднего классицизма. Вогнутый фасад оформляет галерея с столбами, крестообразными в сечении, с лопатками и пилястрами тосканского ордера. Торцы здания, предназначенные для рыбных лавок, украшают треугольные фронтоны.